# Estados Confederados da América
Os Estados Confederados da América (ECA; em inglês:  Confederate States of America — CSA), também conhecidos simplesmente como Confederação (em inglês:  The Confederacy) foram uma união política, formada em 4 de fevereiro de 1861, que nasceu com sete estados do Sul dos Estados Unidos (Carolina do Sul, Alabama, Mississippi, Geórgia, Flórida, Texas e Louisiana), agrários e escravistas, após o antiescravista Abraham Lincoln ter vencido as eleições presidenciais de 1860. Jefferson Davis foi escolhido como o primeiro Presidente dos Estados Confederados da América no dia seguinte, e foi o único a presidir a Confederação até ser capturado pela União, em 10 de abril de 1865, um dia após a rendição incondicional das tropas confederadas em Appomattox.
Um mês depois, em 4 de março de 1861, Abraham Lincoln tornou-se o novo Presidente dos Estados Unidos. Em seu primeiro discurso como presidente declarou a ilegalidade da confederação. Embora não tendo declarado publicamente nenhuma intenção de invadir os estados do Sul, Lincoln disse que usaria a força para manter o controle das propriedades federais nos Estados da Confederação. Lincoln terminou o seu discurso com um pedido de restauração dos laços da União. O Sul, particularmente, a Carolina do Sul, ignorou o pedido, e em 12 de abril, o Sul atacou as tropas federais no Fort Sumter, em Charleston, Carolina do Sul, até que as tropas federais se rendessem. Abraham Lincoln então conclamou os estados do Norte a cederem tropas para recapturar o forte, e assim, preservar a União. A maioria dos nortistas acreditavam que uma vitória rápida da União iria aniquilar a rebelião, e assim, Lincoln chamou apenas voluntários, para 90 dias. Isto levou mais quatro estados a se juntarem à Confederação. Virgínia foi um deles e a capital confederada foi mudada para Richmond, capital do Estado.
O Texas juntou-se à Confederação no começo de março. Seu antigo governador, Sam Houston, foi obrigado a se demitir, após ter recusado jurar em público a confiança e lealdade à Confederação. Estes sete Estados saíram dos Estados Unidos e tomaram o controle das instalações militares, portos e qualquer outra propriedade da União dentro dos limites da Confederação, assim desencadeando a Guerra Civil Americana. Os quatro estados que se juntaram à Confederação após a Batalha de Fort Sumter foram: Virgínia, Arkansas, Carolina do Norte e Tennessee. Kentucky e Missouri permaneceram oficialmente na União, mas grupos separatistas destes dois estados foram também aceitos como membros da Confederação, elevando o número de Estados-membros para 13. Durante a maior parte de seus quatro anos de existência, a Confederação esteve envolvida na Guerra Civil Americana, na maioria das vezes, em defesa contra-ataques da União.
Os cinco governos do Território Indígena — que se tornaria no Estado de Oklahoma em 1907 — também apoiavam a Confederação, bem como o Território do Arizona. Nem todos os Estados nos quais a escravidão era legal se juntaram à Confederação. Em 1861, a lei marcial foi declarada em Maryland, o estado que cerca o Distrito de Colúmbia, o distrito federal, para bloquear quaisquer tentativas no estado de separação. O Delaware, também um estado escravista, nunca considerou juntar-se à Confederação, bem como o Distrito de Colúmbia, o distrito federal, em que muitos dos habitantes simpatizavam com a Confederação. Em 1863, durante a guerra, um grupo político a favor da União, no Estado confederado da Virgínia, declarou a secessão de 48 condados do noroeste do Estado, formando assim a Virgínia Ocidental, que logo se juntou à União.

## História

### Causas da secessão
Segundo a opinião generalizada dos historiadores, foram duas as causas fundamentais da secessão. Por um lado a intenção dos republicanos de restringir, até mesmo eliminar, o escravismo. Por outro lado, as grandes limitações de poder político que tinham os estados da União, sobretudo no referente à propriedade dos escravos. Estas foram as causas fundamentais que alentaram os estados sulistas a se separarem da União.
Alguns líderes religiosos do sul hasteavam nos seus sermões as causas da secessão. Benjamin M. Palmer (1818–1902), pastor da principal Igreja Presbiteriana de Nova Orleães, indicava o seu apoio à secessão num sermão do Dia de Ação de Graças em 1860, argumentando que os sulistas brancos tinham o direito e a obrigação de manter a escravidão em prol de uma autoproteção econômica e social. Também, para agir como "guardiães" dos "afetuosos e leais" embora "desamparados" pretos, para salvaguardar os seus interesses econômicos, e para agir como defensores da religião contra o "ateísmo" abolicionista. Este sermão foi amplamente difundido através dos templos religiosos.
No que mais tarde veio ser conhecido como o "Discurso da pedra angular", o vice-presidente da Confederação Alexander H. Stephens declarou que a "pedra angular" do novo governo, e no que se apoiava, "era a grande verdade de que o preto não é igual ao homem branco, esta escravidão, subordinação a uma raça superior, é a sua natural e normal condição. O nosso novo governo é o primeiro, na história do mundo, baseado sobre esta grande verdade física, filosófica e moral". Quatro dos estados separados, os estados do sul profundo, Carolina do Sul, Mississippi, Geórgia, e o Texas, fizeram declarações formais das suas motivações onde identificaram a ameaça sobre os direitos dos possuidores de escravos como a causa maior da secessão. A Geórgia, adicionalmente, denunciou uma política federal que favorecia os interesses econômicos do norte frente aos do sul.
Em contraste a isto, o Presidente dos Estados Confederados Jefferson Davis não fez referência explícita à escravidão no seu discurso de investidura, no seu lugar ressaltou a importância dos direitos dos estados a implantarem as suas próprias políticas, em detrimento de um governo federal, como a razão fundamental da secessão.
O Vice-presidente da Confederação, Alexander Stephens, declarou como a nova Constituição Confederada eliminava as tarifas e a cláusula de comércio (Commerce Clause, artigo da Constituição que outorgava a exclusividade ao Governo federal de comerciar com Estados estrangeiros), tirando, deste jeito, poder ao Congresso para regular qualquer aspecto comercial. Stephens cria que um novo país teria uma clara delimitação entre as responsabilidades federais e estatais, e levou para uma posição similar a esta a Carolina do Sul durante a "Crise da Anulação" (Nullification Crisis) onde mantinha que o Governo federal não devia pagar as construções e infraestruturas internas dos estados.

### Estados secessionados

Mapa político dos Estados Confederados da América

Sete estados separaram-se antes de fevereiro de 1861:
- Carolina do Sul (20 de dezembro de 1860).[10]
- Mississippi (9 de janeiro de 1861).[11]
- Florida (10 de janeiro de 1861).[12]
- Alabama (11 de janeiro de 1861).[13]
- Geórgia (19 de janeiro de 1861).[14]
- Luisiana (26 de janeiro de 1861).[15]
- Texas (1 de fevereiro de 1861).[16]

Após Lincoln chamar a tropas, quatro estados mais optaram pela secessão:
- Virgínia (17 de abril de 1861),[17] esta decisão provocou a divisão da Virgínia em dois estados, Virgínia e Virgínia Ocidental. Esta última permaneceria fiel à União.
- Arkansas (6 de maio de 1861).[18]
- Carolina do Norte (20 de maio de 1861).[19]
- Tennessee (8 de junho de 1861).[20][21]

Outros dois estados eram controlados por governos que apoiavam a União, mas onde existiram grupos em favor da Confederação que proclamaram a secessão. A Confederação admitiu-os como estados membros embora nunca fossem controlados pela mesma. Estes dois estados foram os seguintes:
- Missouri: um grupo reclamou a cisão a 31 de outubro de 1861, mas esta não se tornou efetiva.[22][23]
- Kentucky: também não chegou a ocorrer uma secessão efetiva, embora um grupo não eleito a proclamasse a 20 de novembro de 1861.[24][25]

Ambos os estados permitiram a escravidão e tinham condados onde influenciava amplamente o pensamento unionista e o confederado, até mesmo existirem  escravistas favoráveis à União.

### Alçamento e queda da Confederação
A Guerra Civil Estadunidense estourou em abril de 1861 com a Batalha de Fort Sumter em Charleston, Carolina do Sul. As tropas federais dos EUA retiraram-se a Fort Sumter pouco após que a Carolina do Sul declarara a sua secessão. O Presidente em funções da União, James Buchanan, tentara aprovisionar as forças de Sumter enviando a Estrela do Oeste, mas as forças confederadas abriram fogo sobre a nave, afastando-a do seu destino. Quando Abraham Lincoln chegou à presidência também tentou procurar fornecimentos a Sumter. Lincoln notificou ao governador da Carolina do Sul, Francis W. Pickens, que "seria realizada uma tentativa de fornecer a Fort Sumter exclusivamente de provisões, e se essa tentativa não encontrava resistência, não se faria esforço nenhum para os fornecerem de homens, armas, ou munição sem aviso prévio, [exceto] no caso de um ataque ao forte". Em resposta, o gabinete da Confederação decidiu numa reunião em Montgomery abrir fogo contra Fort Sumter numa tentativa de forçá-lo a se render antes que chegasse à frota com relevos. A 12 de abril de 1861, as tropas confederadas, seguindo ordens de Davis e a sua Secretaria de Guerra, abriram fogo sobre as tropas federais forçando a entrega do forte e ocupando-o.
Depois da Batalha de Fort Sumter, Lincoln insta aos remanescentes estados da União a que enviassem tropas para recuperar Sumter, além de outros fortes e estabelecimentos alfandegários no sul e que os confederados reclamaram, alguns deles pela força. Este pedido foi realizado antes de o Congresso ter competências a respeito desta matéria e o requerimento foi realizado pelo Departamento de Guerra. Os voluntários foram chamados unicamente para um período de três meses. A exigência de tropas de Lincoln deu lugar a que quatro estados mais votassem a sua secessão, preferindo isto antes que fornecer tropas à União. Virgínia, Arkansas, Tennessee e Carolina do Norte separaram-se fazendo um total de onze estados na Confederação. Uma vez que a Virgínia se integrou nos Estados Confederados, a capital foi transladada de Montgomery (Alabama) para Richmond (Virgínia). Se excetuamos umas poucas batalhas, todas as outras decorreram no território confederado. Alexander H. Stephens assegurou que a tentativa de Lincoln de refornecer Sumter provocara a guerra.
O Kentucky foi um estado fronteiriço durante a guerra e, durante um tempo, teve dois governos, um que defendia a causa da Confederação e outro que defendia a da União. O governo originário permaneceu apoiando a União, após um curto período de tempo na neutralidade, mas uma facção rival ao governo desse estado proclamou a integração nos Estados Confederados da América. Em que pese a tudo isto, os confederados não chegaram a controlar o estado de Kentucky de jeito efetivo. Uma situação mais complexa é a que acompanhou a secessão do Missouri, em qualquer caso, a Confederação considerava Missouri membro dos Estados Confederados, em que pese a não controlar o território de tal estado. Assim, o número de estados confederados poderiam ser treze se contarmos o Kentucky e o Missouri. Uma versão da bandeira confederada posterior mostraria treze estrelas, refletindo a reclamação sobre estes dois estados.
Os governos das cinco tribos do Território Indígena, que se tornaria no Oklahoma em 1907, apoiaram nomeadamente aos Confederados, subministrando tropas e um oficial geral. Foi representado no Congresso Confederado a partir de 1863 por Elias Cornelius Boudinot, por parte dos Cherokees, e Samuel Benton Callahn por parte dos povos Seminole e Creek.
Os cidadãos de La Mesilla e Tucson na parte sul do Território do Novo México formaram uma convenção para a secessão, votaram a integração na Confederação a 16 de março de 1861 e designaram Lewis Owings como novo governador territorial. Em julho, Mesilla requereu as tropas confederadas a que se deslocassem a El Paso, Texas. Estas acudiram sob comando do tenente-coronel John Baylor e o seu objetivo era ajudar a eliminar uma divisão do exército da União que, sob as ordens do Maior Isaac Lynde, foram localizados perto desse lugar. Os confederados derrotaram Linde na Batalha de Mesilla a 27 de julho. Após a batalha, Baylor estabeleceu um governo territorial para o Território do Arizona controlado pelos confederados e foi designada a se mesmo governador. Em 1862, foi lançada uma campanha sobre o Novo México sob as ordens do general Henry Hopkins Sibley para tomar a metade norte do Novo México. Embora os confederados ocuparam brevemente a capital territorial de Santa Fé, foram derrotados na passagem de Glorietta em março. As tropas retiraram-se e não voltaram a tomar Santa Fé.
Os estados escravistas situados no norte da Confederação (Missouri, Kentucky, Maryland, Delaware e Virgínia Ocidental) eram território em disputa, mas a União ganhou o seu controlo antes de 1862. Em 1861, a lei marcial foi declarada em Maryland (estado que limita com o Distrito de Colúmbia, o distrito federal, na maioria do seu perímetro) para bloquear qualquer tentativa de secessão. Delaware, também um estado escravista, nunca considerou a secessão, também o Distrito de Colúmbia, o distrito federal. Em 1861, o poder legislativo unionista de Wheeling, cindido da Virgínia, reivindicou 48 condados deste estado, e integrou-se nos Estados Unidos em 1863 como o estado da Virgínia Ocidental e com uma constituição que suprimiu gradualmente a escravidão.
As tentativas de separação dos Estados Confederados da América de alguns condados a leste do Tennessee foram abortados imediatamente quando a Confederação declarou a lei marcial. A rendição do Exército da Virgínia do Norte pelo General Robert E. Lee no Palácio de Justiça de Appomattox a 9 de abril de 1865, é considerada, de jeito geral, o final dos Estados Confederados. O presidente Davis foi capturado em Irwinville, na Geórgia, a 10 de maio, e o restante das forças confederadas renderam-se em junho de 1865. A última bandeira da Confederação foi arriada de Shenandoah a 6 de novembro de 1865.

## Governo e política

### Constituição

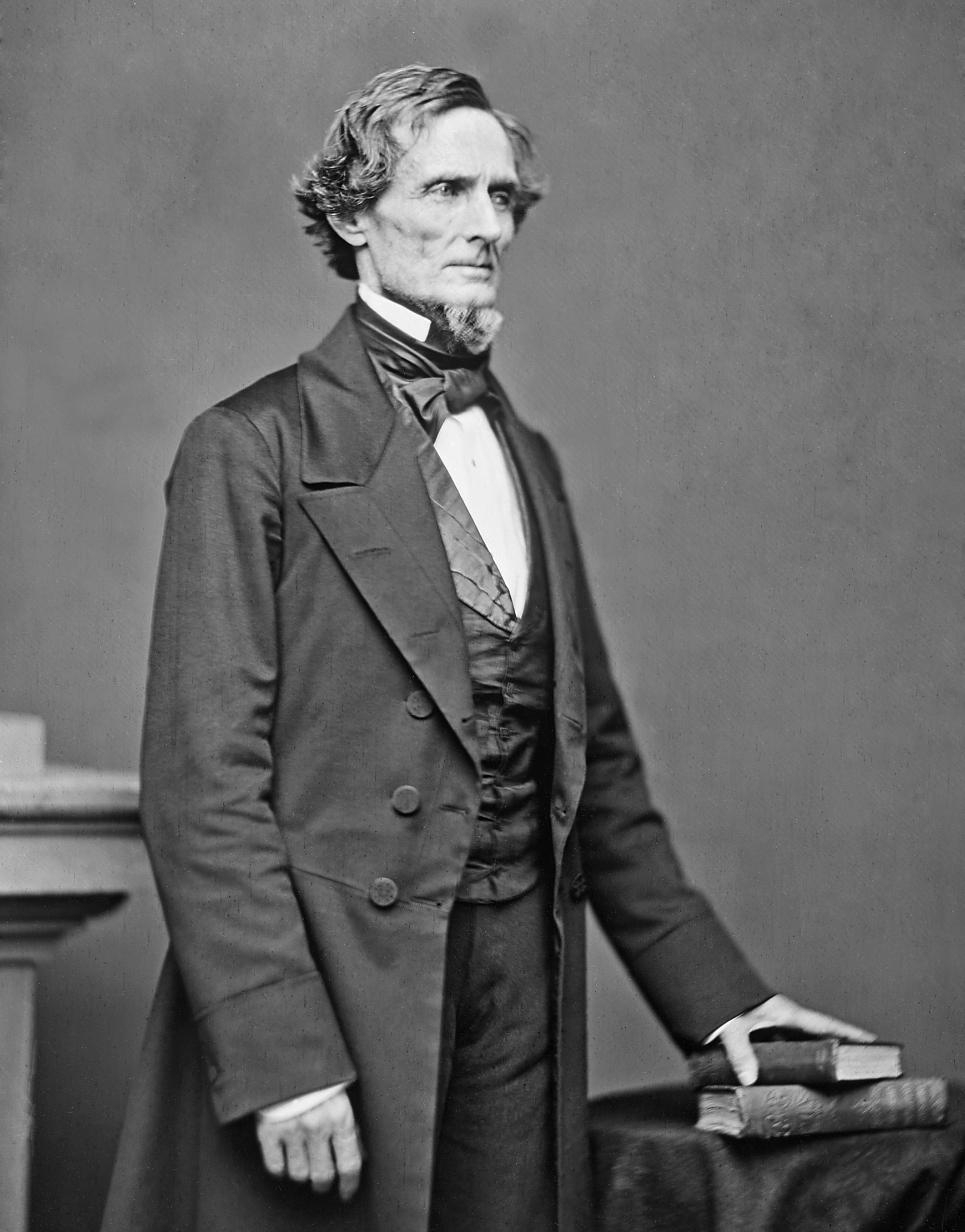
O Presidente da Confederação Jefferson Davis

A análise da Constituição dos Estados Confederados revela motivações para a cisão da União. Embora grande parte da mesma fosse copiada exatamente da Constituição dos Estados Unidos, continha várias proteções que garantiam explicitamente a permanência da escravidão, embora o comércio internacional de escravos fosse proibido. Também refletia uma forte filosofia sobre a preservação dos direitos dos estados a se autogovernarem, demarcando o poder do Governo central. Proibia que o Governo confederado estabelecesse tarifas protecionistas internas e que usassem os impostos arrecadados para financiar melhoras próprias de outro estado. Em contraposição da linguagem secular da Constituição dos Estados Unidos, a constituição confederada pedia abertamente a bênção de Deus, nela pode-se ler "Invoking the favor of Almighty God" ("Invocando o favor de Deus todo-poderoso").
A Constituição dos Estados Unidos não incluiu especificamente uma disposição que permitisse os estados a separarem-se. Embora o preâmbulo diga que cada estado "age com o seu caráter soberano e independente", também fala da formação de um "governo federal permanente".
Os líderes sulistas reuniram-se em Montgomery, Alabama, para redigir a sua Constituição, que foi aprovada a 11 de março de 1861 e permaneceu com efeito até 1865. Estabeleceram que o Presidente dos Estados Confederados da América devia ser eleito para um mandato de seis anos, mas não podia apresentar-se a uma reeleição (embora o único presidente fosse Jefferson Davis já que a Confederação foi derrotada antes de terminar o seu mandato).
Um único poder era outorgado ao Presidente, a capacidade de exercer o veto de leis, se bem que esta possibilidade também era compartilhada por alguns Governadores nos seus estados. O Congresso Confederado podia derribar o veto, que podia ser de uma lei em geral ou a alguns dos seus artigos, com uma maioria da o menos dois tércios e a semelhança do Congresso dos Estados Unidos. Por outro lado, as aprovações de leis não solicitadas especificamente pelo poder executivo requeriam para ser aprovadas dois terços dos votos de ambas as câmaras do Congresso (Senado e Câmara de Representantes).
A impressão de papel moeda e selos foi autorizada e posta em circulação, embora fosse realizada pelos estados de jeito individual em nome da Confederação. O Governo considerou realizar uma emissão de moedas, mas a carência de lingotes frustrou os planos ao respeito.

### Liberdades civis
O Exército dos Estados Confederados foi amplamente utilizado para deter pessoas suspeitas de serem leais aos Estados Unidos. O historiador Mark Neely encontrou nas suas pesquisas até 2 700 nomes de indivíduos detidos e estimou que a listagem completa era muito mais longa. A proporção de detidos é similar à dos presos em território federal por suspeita de colaboração com os confederados. Neely conclui:

Os cidadãos confederados não foram muito mais livres do que os cidadãos da União, e talvez, não tinham menos probabilidades de ser arrestados pelas autoridades militares. De fato, o cidadão confederado pôde ser menos livre que as suas contrapartes nortenhas. Por exemplo, a liberdade de viajar dentro dos próprios Estados Confederados ficou seriamente limitada pelo sistema de transporte local— Nelly 11, 16
Apesar disso, a mortalidade de negros na região era mais baixa do que nas demais regiões escravistas.

### Capital

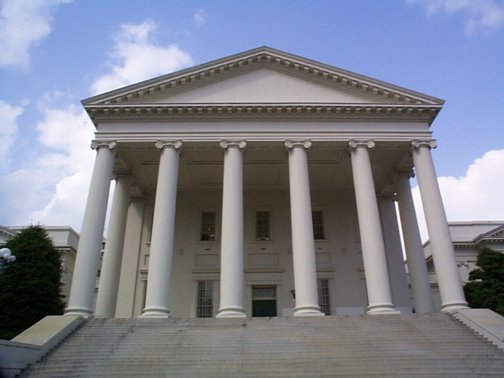
Capitólio do estado de Virgínia, que serviu como edifício do Capitólio Confederado

A capital dos Estados Confederados da América era Montgomery (Alabama), a partir de 4 de fevereiro de 1861, e até 29 de maio de 1861. Richmond (Virgínia), foi designada a nova capital a 6 de maio de 1861. Pouco antes do final da guerra, o governo confederado evacuou Richmond, com a intenção de localizar a capital mais para sul. Mas estes planos não se efetuaram, já que Lee rendia-se no Palácio de Justiça de Appomattox. Danville (Virgínia) servia como efêmera capital dos últimos dias da Confederação, de 3 a 10 de abril de 1865.

### Diplomacia internacional
Uma vez começada a guerra com os Estados Unidos, as possibilidades de sobrevivência da Confederação passavam pelo apoio e intervenção militar da França e do Reino Unido.
Os Estados Unidos tiveram clara esta possibilidade, e manifestaram que o reconhecimento da Confederação significaria entrar em guerra com eles também. Também ameaçaram a respeito do abastecimento do Reino Unido de alimentos à Confederação. Os confederados pensavam que o Reino Unido iria apoiá-los para obter algodão, até mesmo utilizavam a frase "o algodão é o rei". Mais tarde foi demonstrado que estavam equivocados, os britânicos na realidade, em 1861, tinham grandes armazéns de algodão e dependiam muito mais dos grãos dos Estados Unidos.
Durante a sua existência, o governo confederado enviou repetidas delegações à Europa, mas os historiadores não consideram que estes representantes conseguissem muitos sucessos diplomáticos. James M. Mason foi enviado a Londres como ministro confederado da rainha Vitória, e John Slidell a Paris como ministro de Napoleão III. Ambos podiam ter reuniões privadas com os altos funcionários públicos britânicos e franceses, mas não conseguiram um reconhecimento oficial para a Confederação.
A Grã-Bretanha e os Estados Unidos estiveram a ponto de entrarem em guerra durante o assunto de Trent em finais de 1861. Um navio de guerra norte-americano apresou Mason e Slidell, que se encontravam numa nave britânica. O príncipe Alberto, marido da rainha Vitória, ajudou a acalmar a situação, e Lincoln libertou Mason e Slidell. Assim, este acontecimento não foi de ajuda para os interesses confederados.
Durante uns anos e enquanto transcorria a Guerra de Secessão, o Secretário de Assuntos Exteriores Britânico Lord Russel e Napoleão III, e com menor intensidade o Primeiro-Ministro Britânico Lord Palmerston, pensaram na possibilidade de outorgar o reconhecimento oficial da Confederação, ou quando menos oferecer a possibilidade de serem mediadores no conflito. Mas aperceberam-se que este reconhecimento significaria muitas consequências graves e poucas vantagens. Suporia entrar em hostilidades com os Estados Unidos, perderem toda possibilidade de comprar os grãos que este exportava, a perda dos benefícios derivados das exportações que faziam aos Estados Unidos, a perda dos enormes fundos de segurança que tinham nos Estados Unidos, entrar numa possível guerra no Canadá e em outras colônias da América do Norte, haveria uma grande perda de vida, poria em constante ameaça a marinha mercante britânica, além de ter de subir os impostos para manter estes possíveis conflitos. Tudo isto em troca da possibilidade de obter maior quantidade de algodão. Muitos líderes de partidos políticos britânicos e a população em geral não desejavam uma guerra com tão altos custos e tão escassos benefícios.
As maiores possibilidades de se produzir o reconhecimento oficial da Confederação por parte do Reino Unido deram-se após a Segunda Batalha de Manassas, quando o governo britânico se preparou para mediar no conflito, mas a vitória dos federais na Batalha de Antietam e a "proclamação de emancipação" de Lincoln, com a oposição interna, causou que o governo se mantivesse afastado do conflito.
Em novembro de 1863, o diplomata confederado A. Dudley Mann reuniu-se com o Papa Pio IX, após a qual a Confederação recebeu uma carta com o tratamento "Ao ilustre e honorável Jefferson Davis, presidente dos Estados Confederados da América". Mann quis interpretar neste cabeçalho da missiva um "reconhecimento positivo do nosso governo", e torná-lo em um reconhecimento de facto dos Estados Confederados da América. O Secretário de Estado dos confederados, Judah P. Benjamin, porém, interpretou esta carta como "um mero reconhecimento referencial, não relacionado à questão política, nem com o estabelecimento regular de relações diplomáticas" e assim não lhe foi atribuída a importância de um reconhecimento formal. Pelo tempo que ficava de guerra, os comissionários confederados continuaram reunindo-se com o Cardeal Antonelli, Secretário de Estado do Vaticano. Em 1864, antes da criação da Santa Sé, o bispo católico Patrick N. Lynch viajou para o Vaticano com a autorização de Jefferson Davis para representar a Confederação.
Nenhum país designou oficialmente diplomáticos na Confederação, mas vários mantiveram, no sul, os cônsules que foram designados antes que começaram as cisões e a posterior guerra. Em 1861, Ernst Raven solicitou a sua aprovação como cônsul nos Estados Confederados da América pelo ducado de Saxe-Coburgo-Gota, mas ele era cidadão do Texas e não havia evidências de os dirigentes de Saxe conhecerem a existência desta solicitação. Em 1863, a Confederação expulsou todos os cônsules estrangeiros (todos eram britânicos e franceses) por recusar promover o combate contra os EUA. A maioria das potências europeias adotaram uma política de neutralidade, reunindo-se informalmente com os diplomáticos confederados, mas recusando qualquer reconhecimento formal. Nenhum país enviou embaixador ou delegação alguma de funcionários para Richmond. Contudo, aplicaram os princípios do direito internacional para reconhecer a União e a Confederação como bandos beligerantes na guerra. O Canadá permitiu que representantes da Confederação e da União trabalhassem livremente dentro das suas fronteiras, e alguns Governos de estados do norte do México negociaram acordos locais para cobrirem as necessidades de comércio com a fronteira do Texas.

#### Cuba e Brasil
Os maiores sucessos da política externa da Confederação foram com Cuba e Brasil. Contudo, militarmente isso significou pouco durante a guerra. O Brasil representava os "povos mais idênticos a nós nas Instituições", onde a escravidão permaneceu legal até a década de 1880. Cuba era uma colônia espanhola e o Capitão-General de Cuba declarou por escrito que os navios confederados eram bem-vindos e seriam protegidos nos portos cubanos. Embarcações confederadas também eram bem-vindas nos portos brasileiros; a escravidão era legal em todo o Brasil e o movimento abolicionista era pequeno. Após o fim da guerra, o Brasil foi o principal destino dos sulistas que queriam continuar vivendo em uma sociedade escravista, onde, como observou um imigrante, os escravos eram baratos. Historiadores especulam que se a Confederação tivesse alcançado a independência, provavelmente teria tentado adquirir Cuba como base de expansão.

### O insucesso dos direitos dos estados para o seu autogoverno

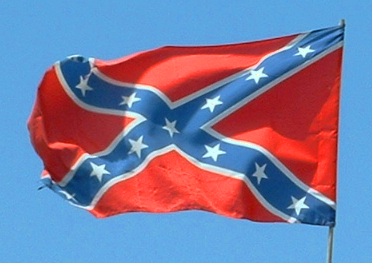
Bandeira da armada confederada. Devido à sua popularidade durante o século XX, é associada como a bandeira dos Estados Confederados.

O historiador Frank Lawrence Owsley argumentou que a Confederação "faleceu pela ambição de poderes políticos de autogoverno dos diferentes estados". De acordo com Owsley, os poderes legislativos dos estados do Sul e os seus Governadores, de fortes convicções, recusaram ceder ao Governo nacional os soldados e recursos necessários para a guerra porque temiam que Richmond usurpasse aos diferentes estados a capacidade de se autogovernar.
O governador da Geórgia, Joseph Brown suspeitava que Jefferson Davis era um conspirador com a intenção de eliminar poder e liberdade de autonomia aos estados que formavam a confederação. Brown declarou: "quase cada ato que se faz para nos despojar de poder é concebido de má fé, elaborado e afiançado numa sessão segreda".
Em 1863 o governador do Texas, Pendleton Murrah, insistia em que as tropas do Texas eram necessárias para a sua autodefesa, para se proteger dos ataques dos índios ou de uma possível tentativa de invasão por parte da União. Recusou, portanto, enviá-las a leste como pedira o governo confederado.
Zebulon Vance, governador da Carolina do Norte, era notoriamente hostil a Davis e às suas exigências. A oposição ao recrutamento na Carolina do Norte foi muito intensa e o resultado de tropas recrutadas foi desastroso. A forte crença de Vance nos direitos políticos de autogoverno dos estados o conduziu a exercer uma obstinada oposição ao governo confederado.
O vice-presidente Stephens opôs-se publicamente ao presidente Davis, declarando que qualquer forma de satisfazer as exigências deste, somente enfraqueceria à Confederação, e ele portanto não tinha outra opção senão enfrentar publicamente com a administração confederada e com o seu presidente. Stephens acusou a Davis de permitir realizar "detenções arbitrárias" e de eliminar a estrutura estatal, e que isto lhe "conferiu mais poder do que o parlamento inglês outorgara ao seu rei". Também agregou que Davis interveio para eliminar as reuniões de paz na Carolina do Norte e "colocou um boçal a alguns jornalistas", especialmente ao jornal contrário à guerra Raleigh Standard, com a intenção de controlar as eleições desse estado.
Difundindo Patrick Henry quando disse "dá-me liberdade ou dá-me morte", Stephens alertou os sulistas de nunca ver a liberdade como um direito "subordinado à independência", porque o grito de "independência primeiro e liberdade depois" terminaria finalmente numa "desilusão fatal". O historiador George Ravel conclui que "para Stephens, a essência do patriotismo, o coração da causa confederada, sustinha-se sobre um comprometimento inflexível à direita tradicional. Na sua visão idealista da política, as necessidades militares, o pragmatismo, e o comprometimento não significaram nada".
A supervivência da Confederação dependia em larga medida de ter uma forte base de civis comprometidos e soldados empenhados na vitória. Os soldados desenvolveram-se bem, embora se produzisse um notável aumento de desertores no último ano da guerra. Os civis, embora se mostrassem muito entusiastas durante 1861 e 1862, pareciam ter perdido a esperança no futuro da nação antes de 1864, e em troca dedicaram-se a proteger os seus próprios lares e comunidades. Como Ravel explica, "como a confederação se contraiu, os cidadãos sensibilizados com a causa limitaram-se primariamente aos seus próprios estados e comunidades. Esta contração da visão civil representou um retrocesso no libertarismo dos estados e uma desilusão cada vez mais extensa para o experimento confederado".

## Relações com os Estados Unidos
Durante os quatro anos de existência, os Estados Confederados da América quiseram demonstrar a sua independência designando dezenas de representantes diplomáticos no exterior. O Governo dos Estados Unidos, pelo contrário, afirmava que os estados de Sul eram apenas regiões declaradas em rebeldia e negava qualquer reconhecimento formal como país. Desta forma, o Secretário de Estado dos Estados Unidos, William H. Seward enviou instruções formais a Charles Francis Adams, novo Ministro Plenipotenciário no Reino Unido da Grã-Bretanha e Irlanda:
Não permita nenhuma expressão severa ou irrespeitosa, ou até mesmo preocupada, referente aos estados cindidos, os seus representantes, ou a sua gente. Pelo contrário, recorde constantemente que esses estados são agora, pois foram sempre por enquanto e, apesar do seu temporário auto-engano, deverão continuar sendo sempre, iguais e honrados membros da União Federal, e que os seus cidadãos através de todos os mal-entendidos e alheações políticas, continuam sendo e sempre continuarão sendo o nossos parentes e compatriotas.
Contudo, se os britânicos pareciam inclinados a reconhecer a Confederação, ou duvidar neste respeito, deviam ser advertidos direta e explicitamente:
| “ | Se a Grã-Bretanha se inclinar a tolerar o reconhecimento dos chamados estados cindidos, ou tivesse indícios de dúvida, não deixará que suponham nem por um momento que podem realizar este reconhecimento e continuar sendo aliados dos Estados Unidos. Pode até mesmo lhes assegurar imediatamente, nesse caso, se determinam realizarem tal reconhecimento, que se podem preparar, da mesma forma, a entrarem em aliança com os inimigos da nossa república. | ” |

O Congresso Confederado respondeu às hostilidades declarando formalmente a guerra aos Estados Unidos em maio de 1861, chamando-a "a Guerra entre os Estados Confederados da América e os Estados Unidos da América". O governo da União nunca declarou formalmente a guerra, mas justificou a sua entrada nas batalhas como atos de bloqueio e contenção de ações de rebelião. As negociações que se produziram em meados da guerra foram estabelecidas sem reconhecimento político formal, embora se reconhecessem relações militares.
Quatro anos depois da guerra, em 1869, o Tribunal Supremo dos Estados Unidos declarou inconstitucional, e legalmente nulo, o decreto de secessão do Texas. A opinião da corte foi autorizada pelo presidente do tribunal Salmon P. Chase. Jefferson Davis, presidente da já extinta Confederação, e Alexander Stephens, vice-presidente, apontaram argumentos em favor da legalidade da secessão, de jeito notável na obra de Davis  The Rise and Fall of the Confederate Government  (A ascensão e queda do governo confederado).

## Bandeiras Confederadas

Primeira bandeira nacional "Barras e estrelas"
Segunda bandeira nacional "Bandeira impoluta"
Terceira bandeira nacional "Bandeira manchada de sangue"
Bandeira naval da Confederação (1861–1863)
Bandeira naval da Confederação (1863–1865)
Bandeira de batalha "Cruz sulista"

A bandeira oficial dos Estados Confederados da América, e a que é chamada "Barras e estrelas", tem sete estrelas, uma por cada um dos sete estados que inicialmente formaram a Confederação. Esta bandeira por vezes e em condições de batalha era difícil de diferenciar da bandeira da União, assim a bandeira de batalha confederada, a "Cruz sulista", tornou-se na mais usada habitualmente nas operações militares. A "Cruz sulista" tem treze estrelas, adicionando quatro pelos estados que se acrescentaram à Confederação depois da Batalha de Fort Sumter e outras duas pelos estados em disputa de Kentucky e Missouri.
Como resultado da sua difusão popular ao longo do século XX, a "Cruz sulista" é atualmente a bandeira habitualmente associada com a Confederação. A "Cruz sulista" atual é uma bandeira com forma quadrada, mas a mais frequentemente vista foi a bandeira retangular do Exército do Tennessee, também era conhecida como bandeira naval por ser a primeira usada na Armada Confederada.

## Líderes políticos

### Executivo
| Cargo                        | Nome                  | Período   |
| ---------------------------- | --------------------- | --------- |
| Presidente                   | Jefferson Davis       | 1861–1865 |
| Vice-presidente              | Alexander H. Stephens | 1861–1865 |
| Secretário de Estado         | Robert Toombs         | 1861      |
|                              | Robert M.T. Hunter    | 1861–1862 |
|                              | Judah P. Benjamin     | 1862–1865 |
| Secretário do Tesouro        | Christopher Memminger | 1861–1864 |
|                              | George Trenholm       | 1864–1865 |
|                              | John H. Reagan        | 1865      |
| Secretário de Guerra         | Leroy Pope Walker     | 1861      |
|                              | Judah P. Benjamin     | 1861–1862 |
|                              | George W. Randolph    | 1862      |
|                              | James Seddon          | 1862–1865 |
|                              | John C. Breckinridge  | 1865      |
| Secretário da Armada         | Stephen Mallory       | 1861–1865 |
| Presidente postal            | John H. Reagan        | 1861–1865 |
| Presidente do Poder Judicial | Judah P. Benjamin     | 1861      |
|                              | Thomas Bragg          | 1861–1862 |
|                              | Thomas H. Watts       | 1862–1863 |
|                              | George Davis          | 1864–1865 |

### Legislativo
O poder legislativo dos Estados Confederados da América estava centralizado com o Congresso. Assim como o Congresso dos Estados Unidos, o Congresso Confederado constava de duas câmaras: o Senado, escolhidos dois senadores de cada legislativo estatal, e a Câmara de Representantes, escolhidos por sufrágio pelos residentes de cada um dos estados.
Para afrontar o seu primeiro ano de vida, o Congresso confederado estabeleceu-se provisoriamente com um formato unicameral. A presidência da câmara recaiu sobre Howell Cobb Sr. do estado da Geórgia, de 4 de fevereiro de 1861 a 17 de fevereiro de 1862.
O Congresso Confederado teve a seguinte representação das tribos indígenas da região:
- Elias Cornelius Boudinot, entre 1862 e 1865 e por parte da tribo Cheroqui.
- Burton Allen Titular, entre 1864 e 1865 e por parte da tribo Chickasaw.
- Robert McDonald Jones, entre 1863 e 1865 e por parte da tribo Choctaw.

### Judiciário
O poder judiciário da Confederação foi esboçado na Constituição, mas como consequência da guerra o Tribunal Supremo dos Estados Confederados nunca foi instituído. De forma geral, os tribunais estatais e locais continuavam funcionando como o tinham feito até o momento, simplesmente realizavam um reconhecimento dos Estados Confederados da América como governo nacional, em lugar de reconhecerem os Estados Unidos da América. Alguns tribunais de distrito na zona confederada, porém, faziam reconhecimentos aos estados individuais. Isto ocorreu em tribunais nos estados da Carolina do Sul, Arkansas, Alabama, Florida, Geórgia, Luisiana, Carolina do Norte, Tennessee, Texas e Virgínia, e possivelmente em algum mais. No final da guerra, os tribunais de distrito recuperaram a jurisprudência dos EUA.

## Geografia
Os Estados Confederados da América tinham um total de 4 698 km de costa. Os estados que a formavam tinham, na sua grande maioria, saída ao mar e possuíam costas com areais. No interior existiam regiões montanhosas e no seu extremo ocidental desertos. A zona baixa do rio Mississippi dividia a Confederação em duas, a metade ocidental era frequentemente chamada de Trans-Mississippi. O ponto mais alto (excluindo o Território do Arizona e o Território do Novo México) era o Pico Guadalupe, no Texas, com 2 667 metros.

### Clima
Grande parte dos Estados Confederados da América tinham um clima subtropical úmido com Invernos suaves e longos, com verões úmidos e calorosos. O clima varia da estepe semi-árida ao clima desértico árido a oeste, a 96 graus de longitude, aproximadamente.
Os invernos suaves junto aos verões calorosos, próprios do clima subtropical, provocaram que aflorassem doenças infeciosas que acabaram com grande quantidade de soldados confederados.

### Hidrografia
Os rios da Confederação eram geralmente navegáveis. Isto permitia um transporte fácil e barato dos produtos agrícolas na época  de paz. Levando em conta a proximidade das grandes plantações aos rios e aos portos marítimos, o sistema ferroviário foi construído como um meio de locomoção complementar.
Durante a guerra, a vasta geografia da região resultou ser um problema para a logística das tropas federais. Os soldados da União usavam os quartéis inimigos capturados para se protegerem e as linhas de ferrovia dos territórios recuperados para o transporte. Porém, a armada da União aproveitava os rios navegáveis, desde 1862, fazendo os seus trabalhos logísticos mais fáceis e complicando, de passagem, os das tropas confederadas. Depois da queda de Vicksburg em julho de 1863, ficou impossível para as unidades Confederadas cruzarem o Mississippi, por ser constantemente patrulhada por barcos federais armados com canhões. O Sul, portanto, perdeu o controlo que exercia sobre as regiões ocidentais.

### Áreas rurais
Os Estados Confederados da América compreendiam uma zona de maioria rural. As populações maiores de 1 000 habitantes eram escassas e habitualmente os condados tinham menos de 500 pessoas. As cidades em território confederado eram escassas. Nova Orleães era a única grande cidade no sul que se encontrava entre as dez maiores dos Estados Unidos no censo de 1860, e a União recuperou pronto o seu controlo, em 1862. Apenas 13 das cidades confederadas se encontravam entre as 100 principais dos EUA. No mencionado censo de 1860. A maioria destas cidades sofreram o bloqueio da União nos seus portos e ressentiram-se as suas atividades econômicas.
A população de Richmond, aumentou significativamente depois de se tornar capital confederada, alcançando cerca de 128 000 habitantes em 1864. As cidades do sul com maior população  não estiveram nunca sob o controlo efetivo do governo confederado. As maiores cidades enquadradas nesta área eram Baltimore (Maryland), St. Louis (Missouri), Louisville (Kentucky) e Washington, D.C., nenhuma delas sob controlo confederado. Também não eram controladas de jeito efetivo outras cidades importantes como Wheeling (Virgínia Ocidental), e Alexandria (Virgínia).
| Pos. | Cidade       | Estado            | População em 1860 | Posto no censo de 1860 | Regresso ao controle dos EUA |
| ---- | ------------ | ----------------- | ----------------- | ---------------------- | ---------------------------- |
| 1    | Nova Orleães | Luisiana          | 168 675           | 6                      | 1862                         |
| 2    | Charleston   | Carolina do Sul   | 40 522            | 22                     | 1865                         |
| 3    | Richmond     | Virgínia          | 37 910            | 25                     | 1865                         |
| 4    | Mobile       | Alabama           | 29 258            | 27                     | 1865                         |
| 5    | Memphis      | Tennessee         | 22 623            | 38                     | 1862                         |
| 6    | Savannah     | Geórgia           | 22 292            | 41                     | 1864                         |
| 7    | Petersburg   | Virgínia          | 18 266            | 50                     | 1865                         |
| 8    | Nashville    | Tennessee         | 16 988            | 54                     | 1862                         |
| 9    | Norfolk      | Virgínia          | 14 620            | 61                     | 1862                         |
| 10   | Augusta      | Geórgia           | 12.493            | 77                     | 1865                         |
| 11   | Columbus     | Geórgia           | 9 621             | 97                     | 1865                         |
| 12   | Atlanta      | Geórgia           | 9 554             | 99                     | 1864                         |
| 13   | Wilmington   | Carolina do Norte | 9 553             | 100                    | 1865                         |

## Economia
A economia confederada dependia fortemente da escravidão, que era a base do setor agrícola. As plantações do sul, especialmente as que cultivavam algodão, contavam com o trabalho escravo para manter a produção. O algodão, conhecido como "King Cotton", era a principal exportação e fonte de riqueza para a Confederação, já que era muito procurado internacionalmente, principalmente na Europa. A dependência da escravidão criou um sistema social e econômico rígido, com pouco incentivo para a industrialização ou diversificação da mão de obra.
O comércio exterior era crucial para a economia confederada, uma vez que o sul exportava algodão para a Europa em troca de bens manufaturados, armas e outros suprimentos essenciais. No entanto, o bloqueio naval imposto pela União prejudicou significativamente a capacidade da Confederação de manter esse comércio, causando escassez de suprimentos críticos. A incapacidade do sul de construir uma base industrial forte internamente os deixou vulneráveis a essas pressões externas, especialmente à medida que a guerra se arrastava e o apoio estrangeiro diminuía.
Embora a agricultura dominasse a economia sulista, havia algumas indústrias na Confederação, principalmente na produção de têxteis, munições e manufatura limitada. No entanto, comparada ao norte, a industrialização no sul era mínima. A falta de fábricas e produção industrial significava que a Confederação tinha dificuldades para produzir armas, munições e outros suprimentos militares em quantidade suficiente, prejudicando ainda mais o esforço de guerra.
O sistema de transporte e a infraestrutura geral da Confederação eram subdesenvolvidos em comparação ao norte. O sul possuía menos ferrovias, e muitas das que existiam não eram interconectadas, dificultando o transporte eficiente de tropas e suprimentos pela região. Essa infraestrutura deficiente atrapalhou o esforço de guerra confederado, pois enfrentaram desafios logísticos no deslocamento de recursos para onde eram mais necessários. A falta de uma rede de transporte forte contribuiu para a eventual derrota do sul, uma vez que não conseguiram sustentar sua economia ou forças militares de forma eficaz a longo prazo.
A guerra impactou profundamente a economia da Confederação. Com o prolongamento do conflito, muitas plantações foram destruídas ou abandonadas, levando a uma queda na produção agrícola. Além disso, o bloqueio naval e as invasões de tropas da União destruíram linhas ferroviárias e portos, enfraquecendo ainda mais a capacidade do sul de transportar mercadorias e soldados. O colapso do comércio exterior e a escassez de bens essenciais, como alimentos e roupas, resultaram em uma inflação massiva, empobrecendo a população e aumentando o sofrimento civil. Esses fatores, combinados com a destruição causada pelos combates, aceleraram o colapso econômico da Confederação.

## Forças armadas

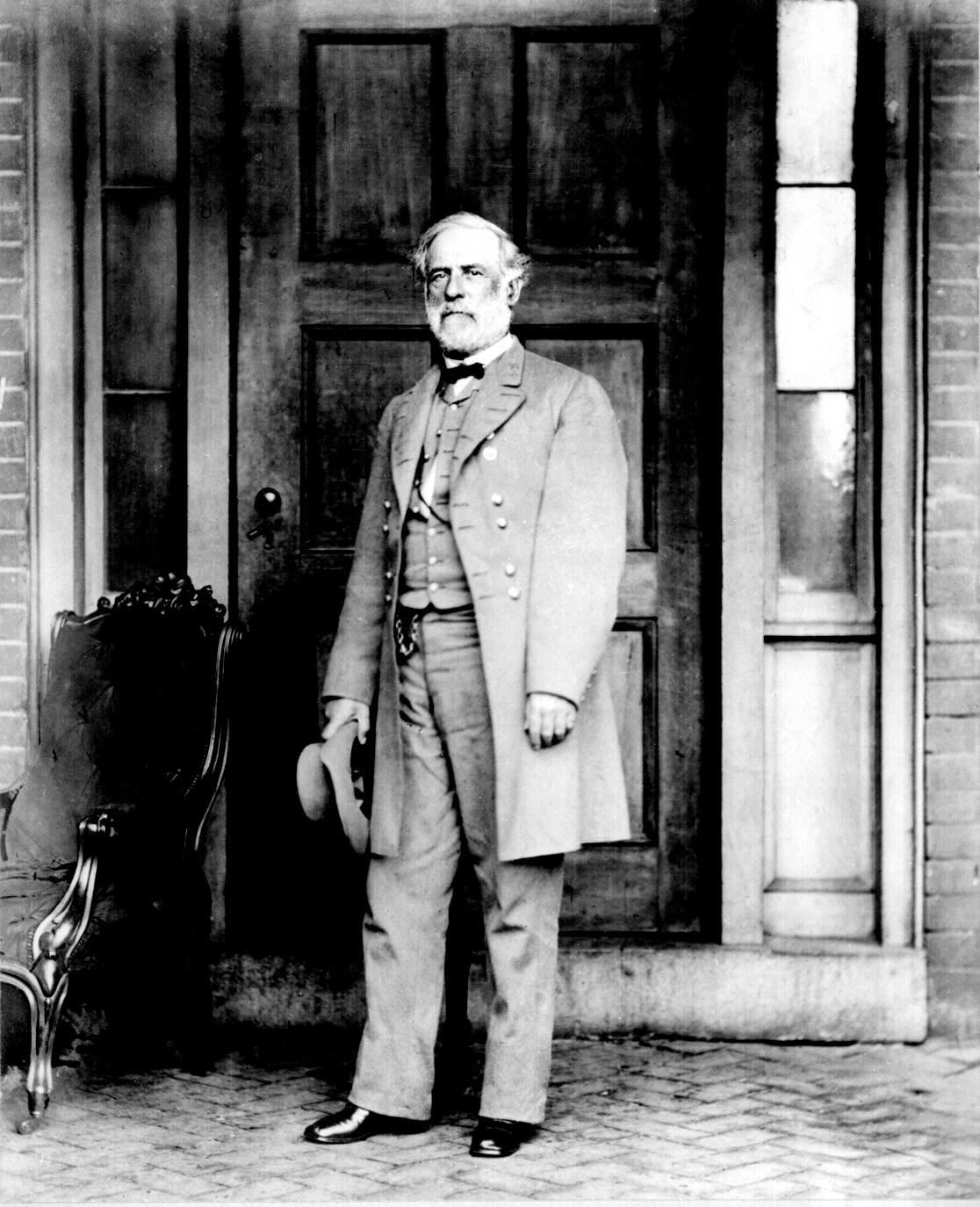
Robert E. Lee, para muitos o rosto do Exército Confederado.

Entre os dirigentes militares da Confederação encontravam-se muitos veteranos do exército e da marinha dos Estados Unidos que renunciaram aos seus cargos federais para ocuparem cargos dirigentes nas forças armadas da Confederação. Muitos deles tinham participado na Guerra Mexicano-Americana (entre os que se encontravam Robert E. Lee e Jefferson Davis), enquanto outros, porém, tinham pouca ou nenhuma experiência militar (como Leonidas Polk, que assistira à academia militar norte-americana de West Point, embora não se chegasse a graduar). O corpo de oficiais confederado era composto na sua maioria por homens que não eram proprietários de escravos, embora existisse uma parte destes oficiais que eram jovens enviados por famílias proprietárias de escravos. Os Confederados eram nomeados ao grau de oficiais de campo e auxiliares através de eleições dos alistados. Embora não se estabelecesse nenhuma academia confederada em serviço, muitos colégios do Sul (como o de Citadel e o Instituto Militar da Virgínia) treinavam os cadetes e consideravam-se como campos de treino e academias de instrução de líderes militares. Uma academia naval foi estabelecida em 1863, embora não conseguisse graduar nenhum mando naval antes da derrota confederada.
O grosso das filas e as categorias militares da forças armadas da Confederação era composto por homens brancos com uma média de idade dentre 16 e 28 anos. Milhares de escravos serviam como operários, cozinheiros, exploradores e outras funções não relacionadas diretamente ao combate. Embora confederação adotasse o serviço militar obrigatório em 1862, as forças armadas confederadas estavam muito minguadas pelas baixas, desta maneira os militares sofriam escassez crônica de efetivos.
Após ocorrer inquietude e mal-estar no exército, seguido de certo grau de agitação, o General Lee reclamou mais efetivos, e os escravos foram alistados em novas unidades na Primavera de 1865 com a promessa da emancipação. Na realidade, quando terminou a guerra, encontravam-se ainda na sua fase de formação, e não chegaram a entrar em batalha.

### Líderes militares
A seguir lista dos militares da Confederação, junto ao seu estado de nascimento e com a distinção mais alta que atingiram:
| Nome                                                            | Estado de nascimento                     | Distinção                                      |
| --------------------------------------------------------------- | ---------------------------------------- | ---------------------------------------------- |
| Robert E. Lee                                                   | Virgínia                                 | General e comandante-em-chefe                  |
| Albert Sidney Johnston                                          | Kentucky                                 | General                                        |
| Joseph E. Johnston                                              | Virgínia                                 | General                                        |
| Braxton Bragg                                                   | Carolina do Norte                        | General                                        |
| P.G.T. Beauregard                                               | Luisiana                                 | General                                        |
| Richard Stoddert Ewell                                          | Virgínia                                 | Tenente-General                                |
| Samuel Cooper                                                   | Nova York                                | General, não entrou em combate                 |
| James Longstreet                                                | Carolina do Sul                          | Tenente-General                                |
| Thomas J. Jackson (apelidado de "Muro de pedra")                | Virgínia                                 | Tenente-General                                |
| John Hunt Morgan                                                | Kentucky                                 | General de brigada                             |
| A. P. Hill                                                      | Virgínia                                 | Tenente-General                                |
| John Bell Hood                                                  | Texas                                    | Tenente-General                                |
| Wade Hampton III                                                | Texas                                    | Tenente-General                                |
| Nathan Bedford Forrest                                          | Tennessee                                | Tenente-General                                |
| John S. Mosby (apelidado "O fantasma cinzento da Confederação") | Virgínia                                 | Coronel                                        |
| J.E.B. Stuart                                                   | Virgínia                                 | General de divisão                             |
| Edward Porter Alexander                                         | Geórgia                                  | General de brigada                             |
| Franklin Buchanan                                               | Maryland                                 | Almirante                                      |
| Raphael Semmes                                                  | Maryland                                 | Almirante                                      |
| Josiah Tattnall                                                 | Geórgia                                  | Comodoro                                       |
| Stand Watie                                                     | Território Indígena, atualmente Oklahoma | General de brigada (foi o último em se render) |
| Leonidas Polk                                                   | Carolina do Norte                        | Tenente-General                                |
| Sterling Price                                                  | Virgínia                                 | General de divisão                             |
| Jubal Anderson Early                                            | Virgínia                                 | Tenente-General                                |
| Richard Taylor (Filho do Presidente dos EUA Zachary Taylor)     | Kentucky                                 | Tenente-General                                |
| Lloyd J. Beall                                                  | Carolina do Sul                          | Coronel e comandante da marinha                |
| Stephen Ramseur Dodson                                          | Carolina do Norte                        | General de divisão                             |
| Camille Armand Marie Jules O Príncipe de Polignac               | França                                   | General de divisão                             |
| John Austin Wharton                                             | Tennessee                                | General de divisão                             |
| Thomas L. Rosser                                                | Virgínia                                 | General de divisão                             |
| Patrick Cleburne                                                | Irlanda                                  | General de divisão                             |

## Subdivisões
| Estado                                        | Bandeira | Ordenança de secessão  | Integração na Confederação | Sob controlo da União             | Reintegração na União                                                        |
| --------------------------------------------- | -------- | ---------------------- | -------------------------- | --------------------------------- | ---------------------------------------------------------------------------- |
| Carolina do Sul                               |          | 20 de dezembro de 1860 | 8 de fevereiro de 1861     | 1865                              | 9 de julho de 1868                                                           |
| Mississippi                                   |          | 9 de janeiro de 1861   | 8 de fevereiro de 1861     | 1863                              | 23 de fevereiro de 1870                                                      |
| Florida                                       |          | 10 de janeiro de 1861  | 8 de fevereiro de 1861     | 1865                              | 25 de junho de 1868                                                          |
| Alabama                                       |          | 11 de janeiro de 1861  | 8 de fevereiro de 1861     | 1865                              | 13 de julho de 1868                                                          |
| Geórgia                                       |          | 19 de janeiro de 1861  | 8 de fevereiro de 1861     | 1865                              | 1eira. integração, 21 de julho de 1868; 2da. integração, 15 de julho de 1870 |
| Luisiana                                      |          | 26 de janeiro de 1861  | 8 de fevereiro de 1861     | 1863                              | 9 de julho de 1868                                                           |
| Texas                                         |          | 1 de fevereiro de 1861 | 2 de março de 1861         | 1865                              | 30 de março de 1870                                                          |
| Virgínia                                      |          | 17 de abril de 1861    | 7 de maio de 1861          | 1865 (Virgínia Ocidental em 1861) | 26 de janeiro de 1870                                                        |
| Arkansas                                      |          | 6 de maio de 1861      | 18 de maio de 1861         | 1864                              | 22 de junho de 1868                                                          |
| Carolina do Norte                             |          | 20 de maio de 1861     | 21 de maio de 1861         | 1865                              | 4 de julho de 1868                                                           |
| Tennessee                                     |          | 8 de junho de 1861     | 2 de julho de 1861         | 1863                              | 24 de julho de 1866                                                          |
| Missouri                                      |          | 31 de outubro de 1861  | 28 de novembro de 1861     | 1861                              | Governo Pró-União não eleito de 1861                                         |
| Kentucky (Convenção de Russellville)          |          | 20 de novembro de 1861 | 10 de dezembro de 1861     | 1861                              | Governo Pró-União de 1861                                                    |
| Território do Arizona (Governo de La Mesilla) |          | 6 de março de 1861     | 14 de fevereiro de 1862    | 1862                              | Converte-se em estado em 1912                                                |

### Geral
- Current, Richard N. (1993). Encyclopedia of the Confederacy. [S.l.: s.n.]
- Eicher, John H., & Eicher, David J. (2001). Civil War High Commands. [S.l.]: Stanford University Press. ISBN 0-8047-3641-3
- Faust, Patrícia L. (198). Historical Times Illustrated Encyclopedia of the Civil War. [S.l.: s.n.]
- Heidler, David S. (2002). Encyclopedia of the American Civil War  : A Political, Social, and Military History. [S.l.: s.n.] ISBN 0-393-04758-X
- Wilentz, Sean. The Rise of American Democracy. [S.l.]: W.W. Norton & Co. ISBN 0-393-32921-6
- Woodworth, Steven E. (1996). The American Civil War : A Handbook of Literature and Research. [S.l.: s.n.]

### História econômica e social
- Black, Robert C., III (1988). The Railroads of the Confederacy. [S.l.: s.n.]
- Catherine, Clinton and Silber, Nina (1992). Divided Houses : Gender and the Civil War. [S.l.: s.n.]
- Dabney, Virginius (1990). Richmond : The Story of a City. [S.l.]: Charlottesville : The University of Virginia Press. ISBN 0-8139-1274-1
- Faust, Drew Gilpin (1996). Mothers of Invention : Women of the Slaveholding South in the American Civil War. [S.l.: s.n.]
- Faust, Drew Gilpin (1988). The Creation of Confederate Nationalism : Ideology and Identity in the Civil War South. [S.l.: s.n.]
- Grimsley, Mark (1995). The Hard Hand of War : Union Military Policy toward Southern Civilians, 1861-1865. [S.l.: s.n.]
- Lentz, Perry Carlton (1970). Our Missing Epic : A Study in the Novels about the American Civil War. [S.l.: s.n.]
- Massey, Mary Elizabeth (1966). Bonnet Brigades : American Women and the Civil War. [S.l.: s.n.]
- Massey, Mary Elizabeth (1964). Refugee Life in the Confederacy. [S.l.: s.n.]
- Ravel, George C. (1989). Civil Wars : Women and the Crisis of Southern Nationalism. [S.l.: s.n.]
- Ramsdell, Charles (1994). Behind the Lines in the Southern Confederacy. [S.l.: s.n.]
- Roark, JamesL. (1977). Masters without Slaves : Southern Planters in the Civil War and Reconstruction. [S.l.: s.n.]
- Rubim, Anne Sarah (2005). A Shattered Nation : The Rise and Fall of the Confederacy, 1861-1868. A cultural study of Confederates' self images. [S.l.: s.n.]
- Thomas, Emory M. (1992). The Confederacy as a Revolutionary Experience. [S.l.: s.n.]
- Wiley, Bell Irwin (1975). Confederate Women. [S.l.: s.n.]
- Wiley, Bell Irwin (1944). The Plain People of the Confederacy. [S.l.: s.n.]
- Woodward, C. Vann (1981). Mary Chesnut's Civil War. [S.l.: s.n.]

### História política
- Alexander, Alexander, Thomas B. and Beringer, Richard E. (1972). The Anatomy of the Confederate Congress : A Study of the Influences of Member Characteristics on Legislative Voting Behavior, 1861-1865. [S.l.: s.n.]
- Boritt, Gabor S. (1992). Why the Confederacy Lost. [S.l.: s.n.]
- Cooper, William J. (2000). Jefferson Davis, American. [S.l.: s.n.] (biografia)
- Coulter, E. Merton (1950). The Confederate States of America, 1861-1865. [S.l.: s.n.]
- Davis, William C. (2003). Look Away! A History of the Confederate States of America. [S.l.]: New York : Free Press. ISBN 0-684-86585-8
- Eaton, Clement (1954). A History of the Southern Confederacy. [S.l.: s.n.]
- Eckenrode, H. J. (1923). Jefferson Davis : President of the South. [S.l.: s.n.]
- Gallgher, Gary W. (1999). The Confederate War. [S.l.: s.n.]
- Neely, Mark E. Jr. (1993). Confederate Bastille : Jefferson Davis and Civil Liberties. [S.l.: s.n.]
- Rembert, W. Patrick (1944). Jefferson Davis and His Cabinet. [S.l.: s.n.]
- Ravel, George C. (1994). The Confederate Republic : A Revolution against Politics. [S.l.: s.n.]
- Roland, Charles P. (1960). The Confederacy. [S.l.: s.n.]
- Thomas, Emory M. Confederate Nation : 1861-1865. [S.l.]: 1979 (História política, econômica e social)
- Wakelyn, Jon L. Biographical Dictionary of the Confederacy. [S.l.]: Greenwood Press. ISBN 0-8371-6124-X
- Williams, William M. (1941). Justice in Grey : A History of the Judicial System of the Confederate States of America. [S.l.: s.n.]
- Yearns, Wilfred Buck (1960). The Confederate Congress. [S.l.: s.n.]